# Callochiton empleurus
Callochiton empleurus är en blötdjursart som först beskrevs av Hutton 1872.  Callochiton empleurus ingår i släktet Callochiton och familjen Ischnochitonidae. Inga underarter finns listade i Catalogue of Life.